# 大船渡市立猪川小学校
大船渡市立猪川小学校（おおふなとしりついかわしょうがっこう）は、岩手県大船渡市猪川町にある公立小学校。

## 沿革
- 1873年（明治6年）8月 - 猪川村下権現堂46番地に猪川小学校を設置。
- 1875年（明治8年） - 現在地（轆轤石23）に移転。
- 1887年（明治20年）4月 - 盛尋常小学校分教場になる。
- 1889年（明治22年）4月 - 盛村と分離し、猪川簡易小学校と改称。
- 1892年（明治25年）4月 - 猪川尋常小学校と改称。
- 1903年（明治36年）12月 - 校舎の新築。
- 1918年（大正7年）4月 - 村立農業補修学校を併設。
- 1927年（昭和2年）10月 - 校舎・講堂兼雨天体操場の新築。
- 1941年（昭和16年）4月 - 国民学校令により、猪川国民学校と改称。
- 1947年（昭和22年）4月 - 学校教育法（学制改革）により、猪川村立猪川小学校と改称。猪川中学校を併設。
- 1951年（昭和26年）4月 - 猪川中学校を分離。
- 1952年（昭和27年）4月1日 - 猪川村を含む気仙郡7町村が合併した大船渡市発足により、大船渡市立猪川小学校と改称。
- 1965年（昭和40年）2月 - 完全給食実施。
- 1971年（昭和46年）7月 - プール竣工。
- 1976年（昭和51年）12月 - 体育館を新築。
- 1979年（昭和54年）3月 - 校舎改築工事が竣工。
- 1981年（昭和56年）11月 - 第2校舎増築工事が竣工。
- 1997年（平成9年）2月 - コンピュータ室の設置。
- 2011年（平成23年）
  - 3月11日 - 午後に東日本大震災（東北地方太平洋沖地震）発生。本校に避難所設置。最大45名が避難した[1]。
  - 5月22日 - 避難所閉鎖[1]。
  - 6月3日 - 校地内に応急仮設住宅着工[2]。
  - 7月22日 - 応急仮設住宅完成[2]。
- 2016年（平成28年）
  - 1月 - 応急仮設住宅から住人が全て退去[3]。
  - 2月 - 応急仮設住宅を撤去[3]。
  - 9月17日 - この日から11月5日まで、応急仮設住宅撤去後の整地作業実施[4]。
  - 11月上旬 - グラウンドが学校に引き渡し[4]。

## 教育目標
- すすんで勉強する子ども（かしこく）
- 思いやりのある子ども（ゆたかに）
- 心も体もたくましく子ども（たくましく）

## 通学区域と進学先中学校
出典

### 通学区域
- 赤崎町中井一区
- 赤崎町中井二区
- 大野
- 上久名畑
- 下久名畑
- 新道
- 下権現堂
- 前田
- 下富岡
- 上富岡
- 長谷堂
- 長谷堂団地
- 上中井
- 下中井
- 長洞住宅
- 轆轤石住宅

### 進学先中学校
- 大船渡市立第一中学校

## アクセス
- 岩手県交通「丸森立根線」・「大船渡住田線」（土休日運休）・「綾里外口線」で、「猪川小学校前」停留所下車。
- JR東日本大船渡線BRT・三陸鉄道リアス線盛駅より、
  - 徒歩約1.6km弱・約24分。
    - 学校敷地から駅構内まで直線距離は約690m程だが、正門設置箇所と駅入口設置箇所、および道路形状の関係で、遠廻りを強いる。

  - 上述の岩手県交通バスに乗車し6分、「猪川小学校前」停留所下車。

## 周辺
- キッズクラブいかわ - 同一敷地内
- 社会福祉法人猪川愛児会幼保連携型認定こども園いかわこども園 - 進学前こども園のひとつで、大船渡市道をはさんで、校地北側に隣接。
- 立根川
- 岩手県道9号大船渡綾里三陸線
- ヤマダデンキテックランド大船渡店
  - ヤマダデンキ以外の商業施設も点在
- 岩手県立大船渡高等学校

## 有名出身者
- 佐々木朗希（プロ野球選手） - 小学4年時に陸前高田市立高田小学校より転校[6]。